# Sinister Six
De Sinister Six is een fictief superschurkenteam uit de strips van Marvel Comics. De groep bestaat voornamelijk uit vijanden van de superheld Spider-Man.
Het originele Sinister Six-team werd bedacht door Stan Lee en Steve Ditko, en verscheen voor het eerst in Amazing Spider-Man Annual nr. 1 (1965).

## Incarnaties van de Sinister Six

### Originele Sinister Six
De originele Sinister Six-groep werd samengesteld door Dr. Octopus die, na drie verloren gevechten tegen Spider-Man, besefte dat hij Spider-Man nooit in zijn eentje zou kunnen verslaan. Hij zocht contact met elke superschurk die Spider-Man tot dusver had bevochten. Slechts vijf van hen gingen akkoord met Dr. Octopus' plan: Vulture, Electro, Kraven the Hunter, Mysterio en Sandman. Dr. Octopus zocht ook contact met Dr. Doom en de Green Goblin, maar die weigerden.
Wel wetend dat hij dit team nooit lang bij elkaar kon houden, maakte Dr. Octopus snel een strijdplan dat elke superschurk roem zou bezorgen en Spider-Mans dood zou betekenen. Elk van de leden zou Spider-Man individueel bevechten in een zorgvuldig gekozen locatie, totdat hij zo uitgeput zou zijn dat ze hem konden doden.
Spider-Man had op dat moment zo zijn eigen problemen. Hij begon zijn krachten te verliezen en bereidde zich erop voor om terug te gaan naar zijn normale leven als een tiener. De Sinister Six ontvoerden Betty Brant, de secretaresse van de Daily Buggle, omdat ze wisten dat zij een grote rol speelde in Spider-Mans leven. Ook ontvoerden ze tante May, die toevallig in de buurt was. Als Spider-Man hen terug wilde zien, moest hij de Sinister Six bevechten.
Ondanks dat hij zijn krachten kwijt was, ging Spider-Man toch het gevecht aan, allereerst met Electro. In dit gevecht kreeg hij zijn krachten terug (een mogelijke theorie was dat het verlies van zijn krachten iets mentaals was vanwege Peters zelfverwijt over oom Bens dood). Hierna versloeg hij Electro gemakkelijk, evenals de andere Sinister Six-leden.

### Versie 2
In Amazing Spider-Man #334-339 ontsnapten alle vijanden van Spider-Man uit de gevangenis en planden hun wraak op de muurkruiper. Kraven the Hunter had inmiddels zelfmoord gepleegd, dus nam de Hobgoblin zijn plaats in. Ook deze groep werd geleid door Dr. Octopus, die in werkelijkheid het plan had de Sinister Six te gebruiken om zelf de wereld te veroveren. Sandman bekeerde zich echter tijdelijk en hielp Spider-Man de Sinister Six te verslaan en Dr. Octopus' plannen te stoppen.

### Versie 3
In Spider-Man Vol. 1 #18-23 kwam de groep wederom bij elkaar met het plan de wereld te veroveren met behulp van buitenaardse technologie. Sandmans familie werd het doelwit van een bomaanslag, en Sandman geloofde dat Dr. Octopus hierachter zat als straf voor het feit dat Sandman hem de laatste keer verraadde. Sandman sloot zich weer bij de Sinister Six aan met het plan zo, samen met hen, wraak te kunnen nemen op Dr. Octopus. Later bleken de andere Sinister Six-leden achter de bomaanslag te zitten, omdat ze hoopten dat Sandman zich zo weer bij hen zou aansluiten. Dr. Octopus had inmiddels zijn adamantium-armen teruggekregen, samen met robotsoldaten en wapens. Hiermee versloeg hij met gemak de andere Sinister Six-leden. Dr. Octopus veranderde Sandman in glas door hem te beschieten met een wapen. Zijn plaats werd later ingenomen door Gog. Dit Sinister Six-team werd uiteindelijk verslagen door Spider-Man, geholpen door de Fantastic Four, Nova, de Hulk en Solo.

### Versie 4
Sandman en Mysterio II (de originele was omgekomen) vormden later de vierde versie van de Sinister Six uit Mysterio's Sinister Seven, met Venom als vervanger van Dr. Octopus. Deze groep werd gemakkelijk verslagen, omdat Venom zich tegen de anderen keerde om ervoor te zorgen dat hij, en niemand anders, Spider-Man zou doden. Hij vermoordde bijna Sandman en liet Electro zwaargewond achter.

### Versie 5
Tijdens de Civil Wars-verhaallijn kwamen Dr. Octopus, Lizard, Shocker, Trapster, Grim Reaper en Vulture bij elkaar als de vijfde incarnatie van de Sinister Six. Dit team werd verslagen door de Avengers.

## Andere Sinister-teams

### Sinister Seven
Een variant op de Sinister Six genaamd de Sinister Seven werd gevormd door Mysterio om Kaine, een gestoorde kloon van Spider-Man te bevechten. Dit team bestond uit Mysterio, Hobgoblin, Electro, Beetle, Scorpion, Vulture en Shocker.

### Sinister Twelve
In The Sensational Spider-Man (vol. 2) was Norman Osborn inmiddels ontmaskerd als de Green Goblin en in de gevangenis opgesloten. Om wraak te nemen verzamelde Osborn de grootste groep vijanden van Spider-Man ooit: Vulture, Scorpion, Chameleon, Lizard, Sandman, Electro, Hydro-Man, Hammerhead, Shocker, Tombstone en Boomerang, geleid door Norman als de Green Goblin. Deze groep kwam bekend te staan als de Sinister Twelve. De vijanden van Spider-Man die niet voorkwamen in deze groep waren inmiddels overleden (Mysterio, Kraven the Hunter), gestopt met hun leven als misdadiger (Molten Man, Hobgoblin) of niet waardig genoeg volgens Osborn (Rhino). Ook Dr. Octopus ontbrak in deze groep.
Scorpion sloeg het eerst toe en ontvoerde tante May om Spider-Man te dwingen Norman te bevrijden uit de gevangenis. Spider-Man, geholpen door Black Cat, deed dit, maar werd vervolgens geconfronteerd door de Sinister Twelve. Toen het gevecht losbarstte kregen Spider-Man en Black Cat hulp van Captain America, Iron Man, Daredevil, Yellowjacket en de Fantastic Four. Ze waren gewaarschuwd door Mary Jane, die vermoedde dat Spider-Man in een hinderlaag werd gelokt. Alleen Green Goblin wist te ontkomen, maar werd later verslagen door Spider-Man.

## Ultimate Six
In het Ultimate Marvel-universum bestond ook een Sinister Six-team, maar zij werden de Ultimate Six genoemd. Dit team bestond uit de Ultimate Marvel-versies van Sandman, Dr. Octopus, Kraven the Hunter, Electro, Green Goblin en Spider-Man zelf, die door de andere vijf was gevangen en gedwongen mee te vechten onder de bedreiging dat Green Goblin tante May had ontvoerd. Dit team vocht tegen Nick Fury en de Ultimates. Toen Captain America Spider-Man informeerde dat tante May veilig was, keerde hij zich tegen de Ultimate Six. De Ultimate Six werden verslagen.

## In andere media

### Spider-Man: The Animated Series
In de Spider-Man animatieserie uit 1994 kwam ook een Sinister Six-team voor, maar onder de naam Insidious Six. Fox Kids, het kanaal waarop de serie werd uitgezonden, vond het woord Sinister blijkbaar te bedreigend klinken voor het jonge publiek waarop de serie was gericht. Dit team werd samengesteld door Kingpin en bestond uit Dr. Octopus, Scorpion, Mysterio, Chameleon, Rhino en Shocker. Spider-Man had op dat moment ook te kampen met een mutatieziekte die zijn krachten aantastte. In zijn gevecht met de Insidous Six werd hij dan ook gevangen en ontmaskerd. Maar omdat hij dankzij zijn ziekte veel slechter dan normaal vocht, geloofden de leden van de Insidious Six niet dat Peter Parker de echte Spider-Man kon zijn. Peter Parker gebruikte dit in zijn voordeel door te doen alsof hij inderdaad slechts verkleed was als Spider-Man, om zo de Insidous Six op een later moment alsnog te verslaan. Hierna verbrak het team de samenwerking met Kingpin.
In het vijfde seizoen van de serie, in de vijfdelige saga Six Forgotten Warriors, huurde Kingpin de Insidious Six opnieuw in. Mysterio was inmiddels omgekomen bij een ontploffing die hij zelf had veroorzaakt, en zijn plaats werd ingenomen door Vulture. Dankzij Spider-Man faalde de Insidous Six in hun opdracht, waarna ze door de Six Forgotten Warriors, Wild Pack, Red Skull en Electro werden verslagen.

### The Spectacular Spider-Man
De Sinister Six deden ook mee in de serie The Spectacular Spider-Man. Dit team bestond uit Dr. Octopus, Vulture, Electro, Shocker, Rhino en Sandman. In seizoen twee keerde de Sinister Six terug, met Mysterio in de plaats van Shocker.

### Spider-Man (2018 Videospel)
In dit videospel gemaakt voor de Playstation 4 wordt de Sinister Six samengesteld door dr. Otto Octavius, het team bestaat in dit spel uit: Rhino, Scorpion, Mr. Negative, Doctor Octavius, Vulture en Electro.